# 이재후
이재후(李載厚, 1940년 8월 25일~)는 대한민국의 법조인이다. 제13회 사법시험 합격 이후 판사로 임용되었고, 현재는 김앤장 법률사무소 대표 변호사이다.

## 생애
본관은 연안이며, 문교부 차관, 홍익대학교 총장을 지낸 이항녕 박사의 아들이다. 서울에서 태어났고 서울고등학교와 1962년 서울대학교 법과대학을 졸업했다. 1979년 대법원 재판연구관을 끝으로 김앤장 법률사무소에 합류하면서 송무 분야를 이끄는 등 김앤장을 대외적으로 대표하는 역할을 맡고 있다. 서울지방변호사회 부회장, 사단법인 4월회 회장, 한국법학원장, 서울대학교 법과대학 총동창회장을 지냈다.

## 학력
- 서울고등학교
- 서울대학교 법과대학 법학 학사(1962년)

## 경력
- 1961년 제13회 사법시험 합격
- 변호사 취득(1963)
- 해군 법무관(1962년~1965년)
- 대전지방법원, 서울민사지방법원, 서울형사지방법원 및 서울고등법원 판사(1965년~1976년)
- 미국 조지타운 대학교 법학센터 국제거래법연구소(1976년)
- 대법원 재판연구관(1977년~1979년)
- 변호사, 김앤장 법률사무소(1979년~현재)
- 한국법학원 섭외이사(1981년~1990년)
- 대한변호사협회 섭외이사(1983년~1985년)
- 서울지방변호사회 제2부회장(1985년~1987년)
- 대법원 사법연수원 강사(1985년~1988년)
- 대한민국 공정거래위원회 비상임위원(1989년~1994년)
- 서울지방변호사회 제1부회장(1991년~1992년)
- 사단법인 4월회 회장(1995년~2000년)
- 서울중앙법원 조정위원(2002년~현재)
- 한일·일한변호사협의회 회장(2004년~2007년)
- 한국법학원 원장(2005년~2012년 1월)
- 엄홍길휴먼재단 이사장(2008년~현재)
- 대한변협인권재단 이사(2010년~현재)
- 사회복지 공동모금회 부회장(2010년~현재)
- 대한변협법률구조재단 이사장(2011년)

## 전문 분야
- 보험
- 소송·중재
- 지적재산권
- 해상